# 1860 en Bretagne
 Chronologie de la Bretagne
- 1856
- 1857
- 1858
- 1859
- 1860
- 1861
- 1862
- 1863
- 1864

Cette page recense des événements qui se sont produits durant l'année 1860 en Bretagne.

## Société

### Naissance
- Dans le Morbihan : Marie Germain (1860-1910), en religion, sœur Sainte-Marguerite, religieuse française de la congrégation des Filles de la Sagesse. Elle consacra sa vie à l’éducation de jeunes filles sourdes-muettes aveugles.

- 15 février à Brest : Paul Cadiou,  mort le 31 octobre 1924, homme de lettres français.

### Décès
- 21 septembre à Brest : Pierre-Julien Gilbert (né à Brest le 15 mars 1783), peintre de la marine français des XVIIIe et XIXe siècles.